# Ярославские епархиальные ведомости
«Ярославские епархиальные ведомости» («ЯЕВ») — официальная газета Ярославской и Ростовской епархии, еженедельно выходившая в 1860—1917 годах.

## История
«Ярославские епархиальные ведомости» начали издаваться в 1860 году по инициативе епископа Херсонского Иннокентия, разработавшему для них программу, утверждённую Синодом. Основателем газеты стал ярославский архиепископ Нил. Ярославская газета стала первыми «епархиальными ведомостями» в стране.
Состояли из официальной части, в которой было три раздела: «Распоряжения правительственные», «Местные распоряжения и известия» и «Епархиальные распоряжения и объявления»; и неофициальной, включавшей разделы «Слова, беседы и речи», «Отдел библейско-церковно-литературный», «Отдел исторический», «Светские и духовные учебные заведения» (с 1880-х), «Заметки и сообщения», «Смесь», «Библиографические заметки и объявления», «Некрологи». Официальная часть предназначалась в основном только для духовенства, тогда как неофициальная — для более широкого круга читателей.
Редакторами были А. П. Крылов (1860—1864), H. И. Корсунский (1871—1898), Дм. Молчанов, Г. Н. Преображенский и др.. Авторами выступали преимущественно священники. Среди них краеведы И. Д. Троицкий и А. Н. Лебедев.
Газета содержит много материала по истории и культуре епархии.
С 1991 года Ярославская епархия издавала газету с таким же названием.